# Halowe Mistrzostwa Europy w Lekkoatletyce 1975 – sztafeta 4 × 2 okrążenia mężczyzn
Sztafeta 4 × 2 okrążenia mężczyzn – jedna z konkurencji biegowych rozgrywanych podczas halowych lekkoatletycznych mistrzostw Europy w hali Rondo w Katowicach. Rozegrano od razu bieg finałowy 8 marca 1975. Długość jednego okrążenia wynosiła 160 metrów. Zwyciężyła reprezentacja Republiki Federalnej Niemiec. Tytułu zdobytego na poprzednich mistrzostwach nie broniła sztafeta Szwecji. Konkurencję te rozegrano po raz ostatni na halowych mistrzostwach Europy. Od 2000 w programie mistrzostw znajduje się sztafeta 4 × 400 metrów.

## Rezultaty

### Finał
Rozegrano od razu bieg finałowy, w którym wzięły udział 3 sztafety.

Opracowano na podstawie materiału źródłowego.
| Miejsce | Reprezentacja | Zawodnicy                                                                 | Czas   |
| ------- | ------------- | ------------------------------------------------------------------------- | ------ |
| 1       | RFN           | Klaus Ehl, Franz-Peter Hofmeister, Karl Honz, Hermann Köhler              | 2:29,9 |
| 2       | Polska        | Wiesław Puchalski, Wojciech Romanowski, Jerzy Włodarczyk, Roman Siedlecki | 2:31,4 |
| 3       | Bułgaria      | Krasimir Gutew, Narcis Popow, Jordan Jordanow, Janko Bratanow             | 2:32,1 |